# Araujia sericifera
Araujia sericifera is een snelgroeiende, woekerende slingerplant behorend tot de maagdenpalmfamilie (Apocynaceae). De plant draagt grote grijsgroene, eivormige vruchten die qua vorm aan cacaovruchten doen denken. De soortaanduiding sericifera betekent "zijdedragend" en verwijst naar de zijdeachtige haren aan de zaden van de rijpe vruchten. De plant komt van nature in de gematigde zone van Zuid-Amerika voor en werd in 1817 beschreven door de Portugese botanicus Félix Avelar Brotero. Araujia sericifera wordt als sierplant gebruikt en is in vele delen van de wereld verwilderd, bijvoorbeeld in Nieuw-Zeeland, Zuid-Afrika, Zuid-Europa en Noord-Amerika. In Nieuw-Zeeland is de plant beter bekend onder het synoniem Araujia hortorum. Araujia sericifera lijkt op sommige punten op Stephanotis floribunda die uit Madagaskar afkomstig is en eveneens tot de maagdenpalmfamilie behoort.

## Beschrijving
De stengels van Araujia sericifera zijn dun en rechtswindend. Ze vertakken zich sterk en kunnen aan de basis verhouten. De plant windt zich meestal om andere planten of om een paal of de spijlen van een omheining.
Hierbij kan de plant een hoogte van 5–7 m bereiken. Het wortelstelsel bestaat uit een korte penwortel met oppervlakkige zijwortels. De bladeren zijn driehoekig, gesteeld, iets vlezig en tegenoverstaand.
Ze zijn 3–12 cm lang en 1–6 cm breed en hebben een gave bladrand. De bovenzijde is donkergroen, kaal en glanzend, de onderkant is grijsgroen en viltig behaard. Bij het afbreken van een stengel, blad of onrijpe vrucht komt er aan de afbreekplaats een wit melksap vrij. Het is licht giftig en kan bij aanraking een allergische huidreactie opwekken.
De bloemen zijn wit, cremekleurig, lichtroze of violet, vaak met donkere strepen. Ze staan in groepjes van 2 tot 5 in de bladoksels. Elke bloem heeft vijf kroonbladeren die gedeeltelijk zijn vergroeid tot een 1–2 cm lange kroonbuis en die zich aan het uiteinde als een ster uitspreiden. De bloemen verspreiden een sterke geur, vooral 's nachts. De bloeitijd is van juli tot september. Kruisbestuiving vindt hoofdzakelijk door motten plaats, maar ook door dagvlinders en bijen. Onder bepaalde omstandigheden vindt er ook zelfbestuiving plaats. De bloemen bezitten een val (wigvormige gleufjes tussen de meeldraden) waar de bestuivende insecten enige tijd door de bloemen gevangen kunnen worden gehouden wanneer het stuifmeel nog niet rijp is. De insecten kunnen, wanneer de gevangenschap te lang duurt, in de bloem sterven.
De vruchten zijn langwerpige eivormige, 10–12 cm lange, gegroefde kokervruchten met een iets puntig toelopend einde. Gedurende hun ontwikkeling zijn ze grijsachtig groen en nog zacht. Als ze rijp zijn verkleuren ze naar bruin en verhouten ze. Als ze uitgedroogd zijn springen ze aan één kant in de lengte open en laten de talloze zwarte, 4 mm grote zaden vrij die aan de bovenkant voorzien zijn van 2,5 cm lange, zijdeachtige pluizen die gemakkelijk door de wind worden meegenomen.

## Ecologie
Araujia sericifera, die van nature in Zuid-Amerika voorkomt, is in veel landen als sierplant ingevoerd. In een aantal landen is de plant, door zijn grootschalige vermeerdering via de zaden, tot een invasieve soort uitgegroeid die de inheemse flora en de bestuivende insecten bedreigt.
Hoewel het niet bekend is dat monarchrupsen van nature op Araujia sericifera voorkomen, wordt de monarchvlinder (Danaus plexippus) hier wel vaak aangetroffen.

## Namen in andere talen
- Duits: Folterpflanze
- Engels: Moth plant, cruel vine, false choko
- Frans: Plante cruelle, kapok

De plant heeft geen Nederlandse naam.

## Afbeeldingen

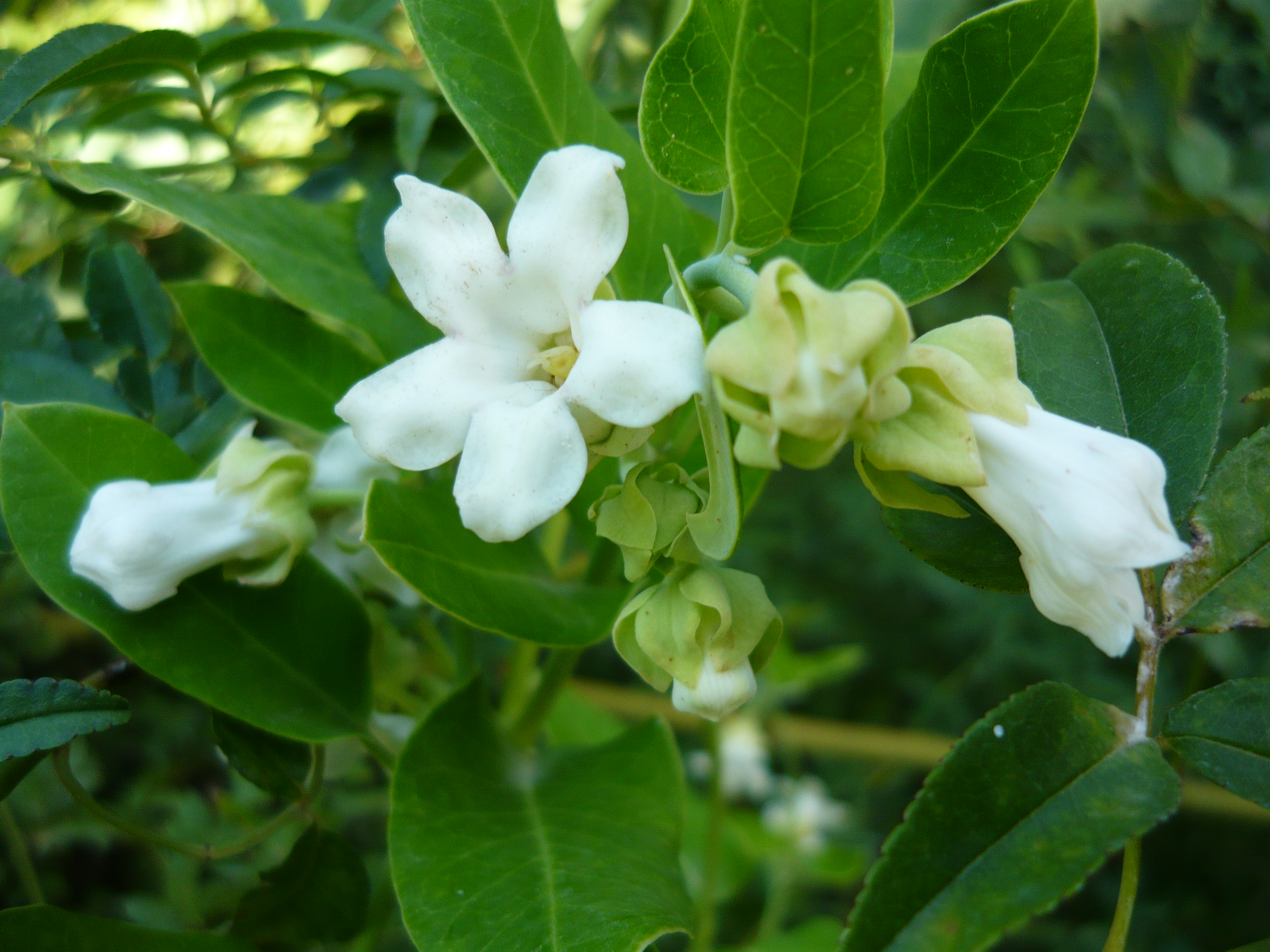
Bloemen
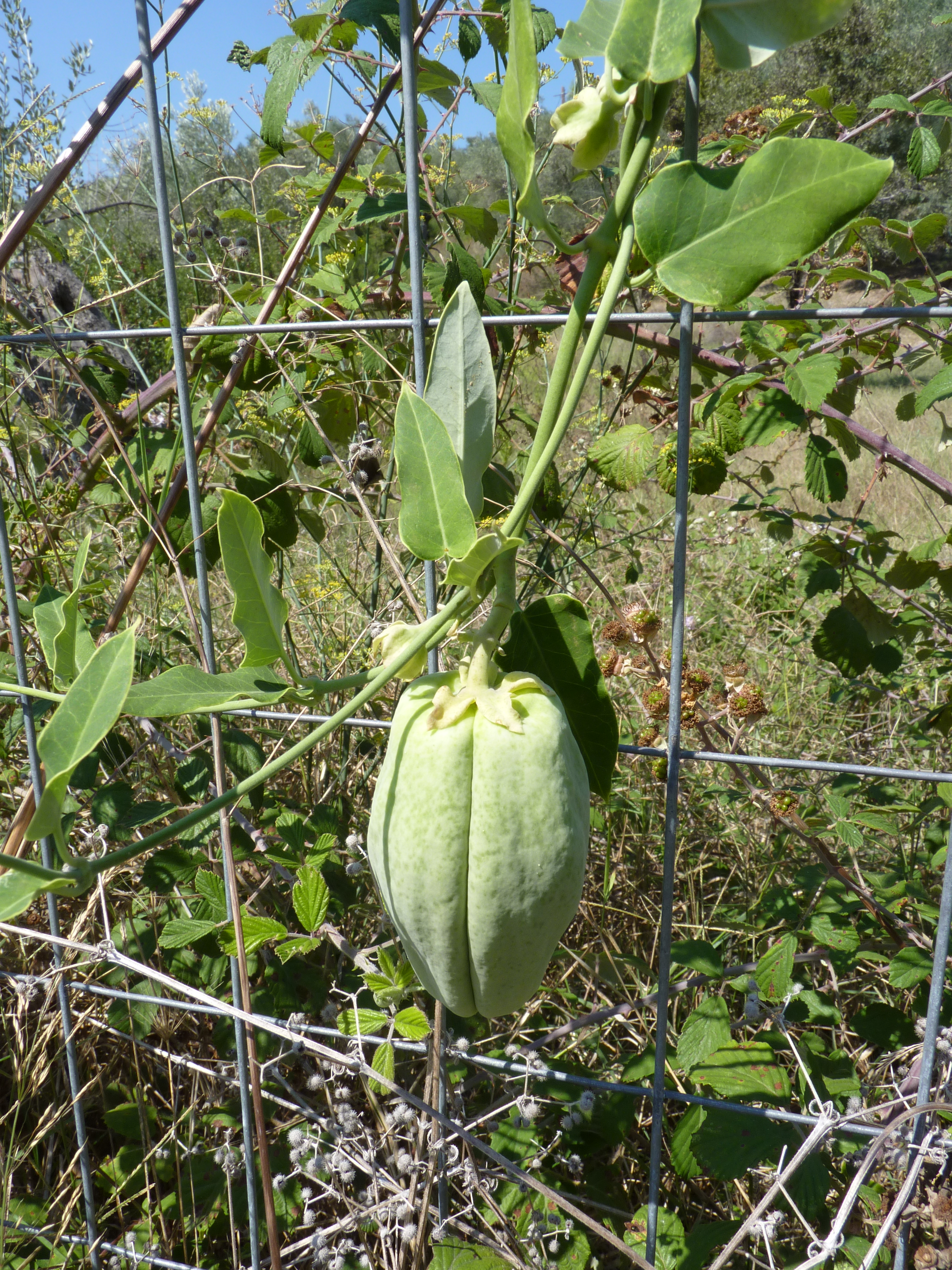
Plant met onrijpe vrucht
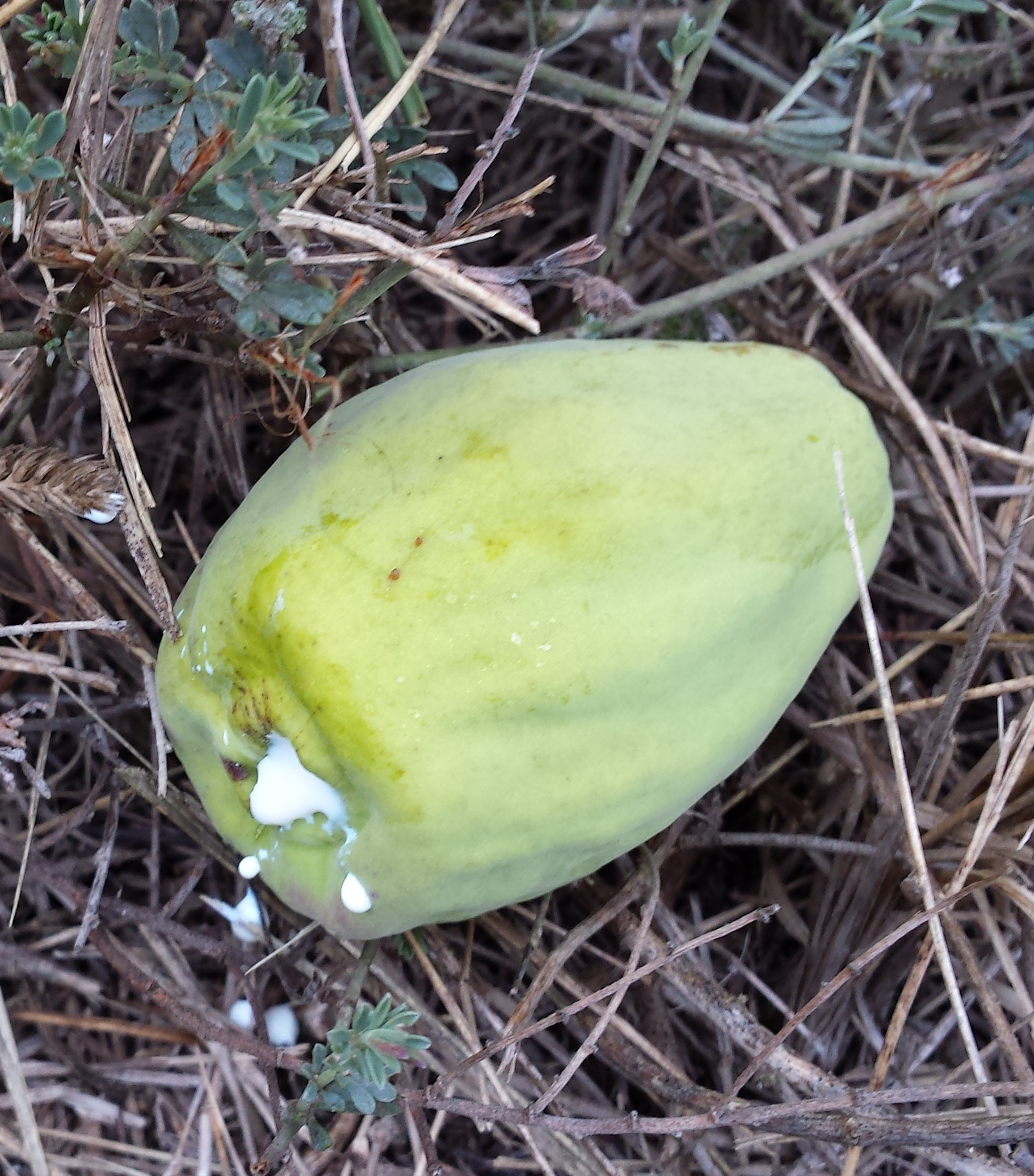
Afgebroken vrucht met melksap

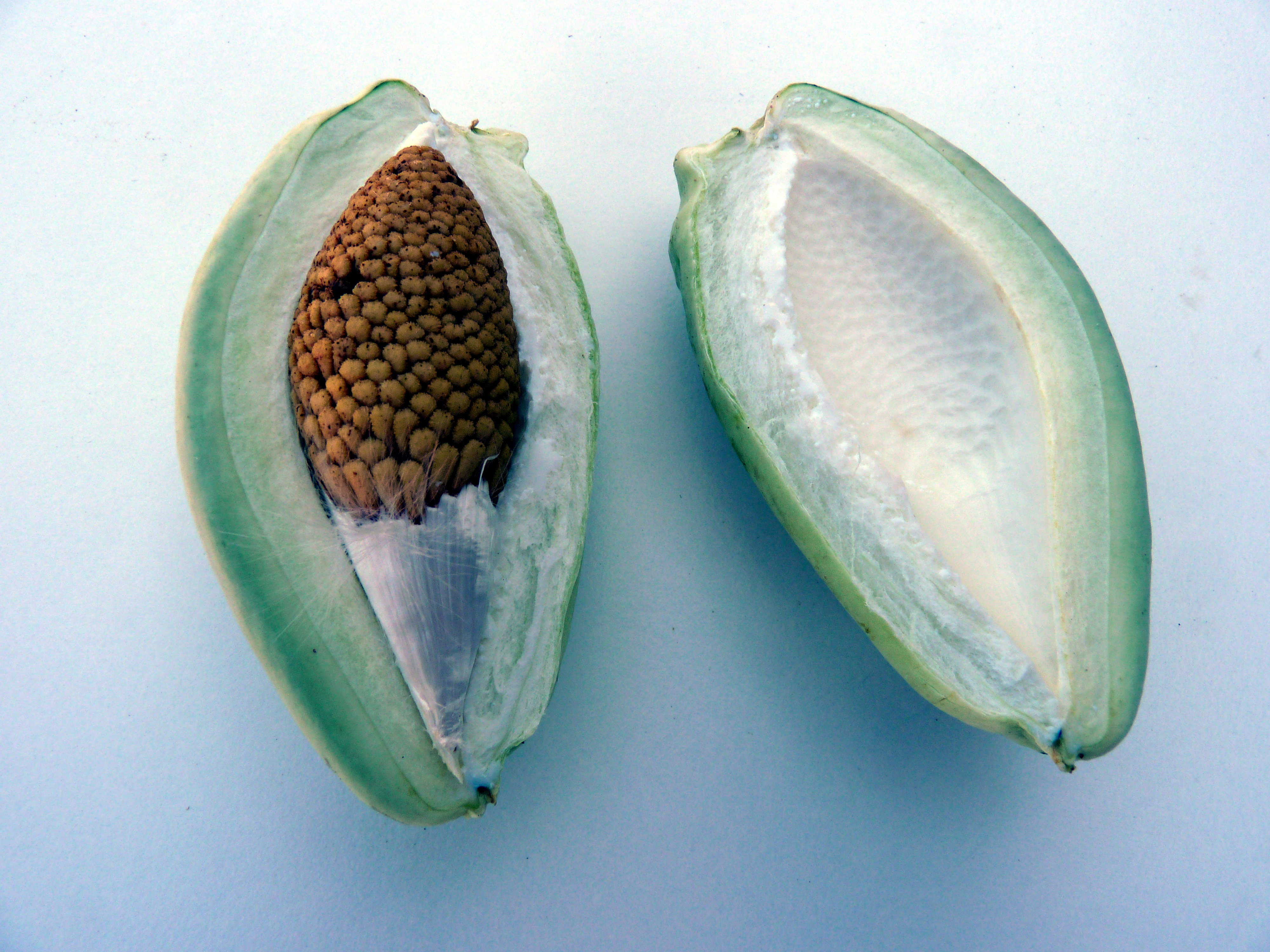
Opengebroken onrijpe, volgroeide vrucht
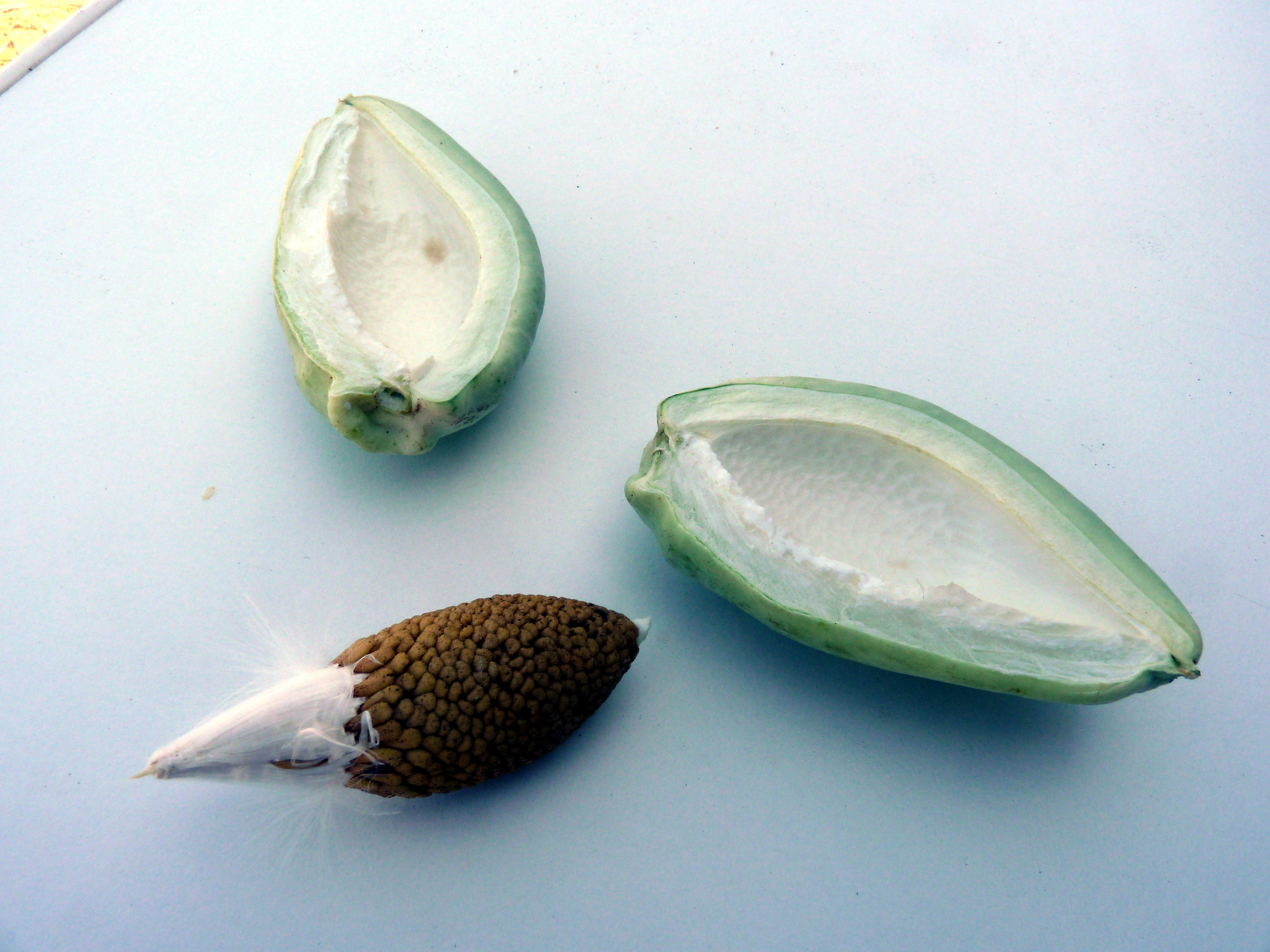
Bloembodem met zaad
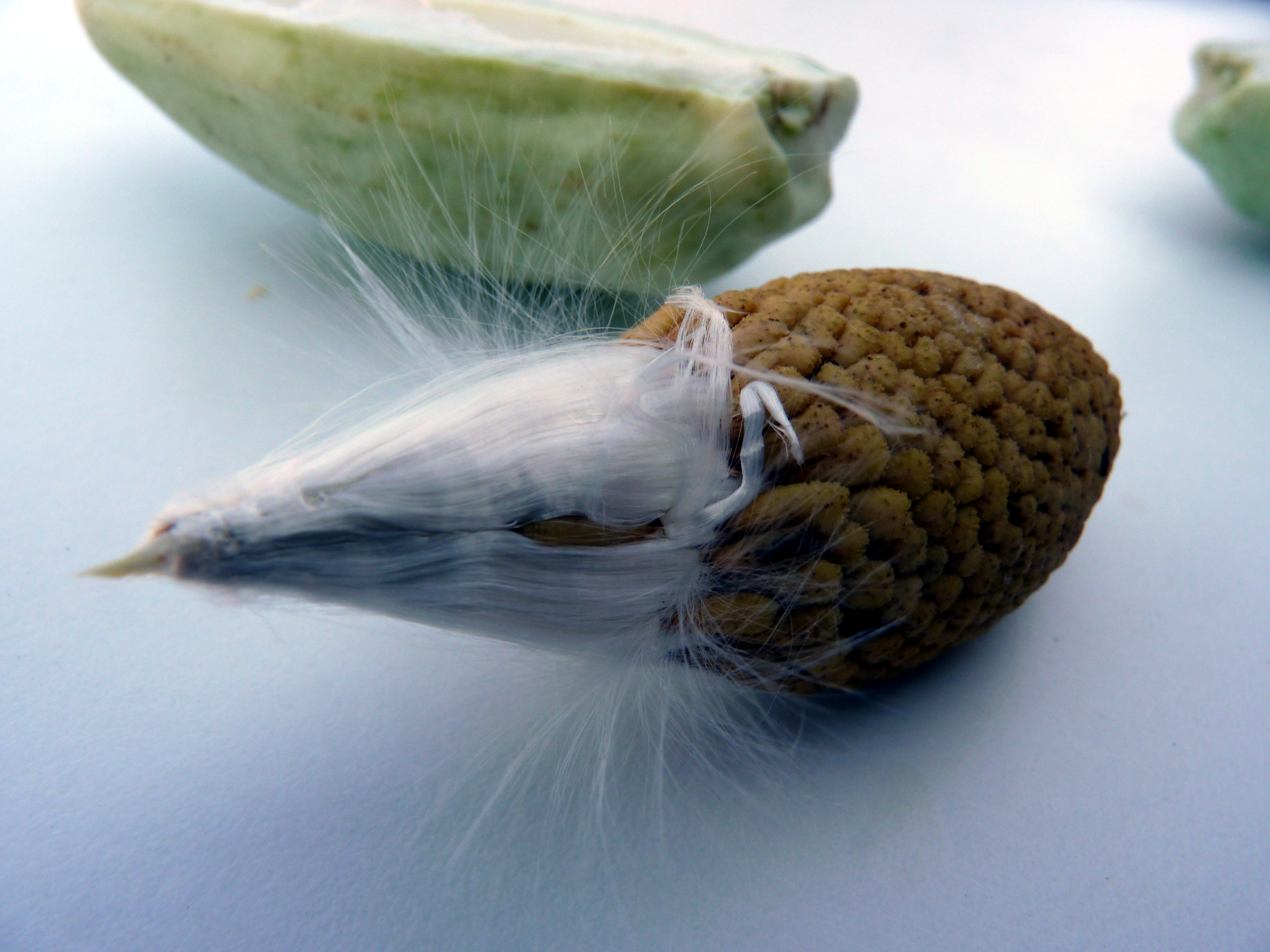
Zaad met zijdeachtig zaadpluis